# Britta Svensson
Britta Hermine Lundh Svensson, född 30 april 1955 i Borås, är en svensk journalist, krönikör och författare.

## Biografi

### Bakgrund
Brita Svensson växte upp i Borås. Hennes mor var sudettysk och kom till Sverige 1948. Britta Svensson ville under uppväxten framträda som så svensk som möjligt. I skolan skrev hon gärna uppsatser och hade drömmar om att bli författare.

### Tidigt yrkesliv
Efter gymnasiet och olika kortare anställningar studerade Svensson på journalisthögskolan i Göteborg. Därefter arbetade hon inom radio och på tidningar samt som frilansskribent. Hon arbetade bland annat på Borås Tidning och Västgöta-Demokraten, och på den senare tidningen skrev hon om musik. Åren 1983–1984 var hon nöjesskribent på Stockholms-Tidningen.

### Expressen
1984 började Svensson som reporter på Expressen och 1992 började hon skriva krönikor i tidningen. Åren 1997–1998 var hon USA-korrespondent för tidningen och bodde i New York med make och två barn.
Svensson var på Expressen en ledande kriminalkrönikör och skrev under åren 1994–2019 om en lång rad uppmärksammade rättsfall och rättegångar. Hon var tidig med att lyfta fram brottsofferperspektivet, och var en av de första journalisterna i Sverige som tog upp problematiken kring hedersmord. Hon skrev 1996 om hedersmordet på 15-åriga Sara i Umeå och hennes krönika om Fadime Şahindal återtrycktes i antologin Goda nyheter. På senare år har hon engagerat sig i frågor runt narkotika, vilket även lett till en verksamhet som debattör.

### Författare
Svensson debuterade 2001 som författare med ungdomsboken Lucia i svart, som handlar om tonåringen Abra och hennes identitet inom punkkulturen. Boken belyser både köns- och klasskillnader samt problem som skoltrötthet, föräldrakonflikter och missbruk av alkohol och droger, men också Abras livskraft och målmedvetna envishet. Manuset till filmen Tjenare kungen, regisserad av Ulf Malmros, bygger på boken.
Året efter kom E som i extas, en ungdomsbok och skildring av kulturen kring rave och dess kopplingar till narkotikakonsumtion. Boken skildrar drogernas lockelse i ett grått och hopplöst förortsliv, men slutar idylliskt med att huvudpersonen Sofia väljer ett annat liv efter att ha blivit gripen efter ett raveparty.

### Andra aktiviteter, senare år
Hösten 2019 gick Svensson i pension från sin anställning på Expressen och började skriva inlägg på Facebook om pensionärslivet. Fem månader senare rekryterades hon till Aftonbladet, där hon skrivit krönikor varje vecka under rubriken "Mitt liv som pensionär". Under pandemin blev Britta Svensson i och med sina krönikor talesperson för äldre "som stuvades undan".
Svensson har även verkat som föreläsare. Där var hennes sudettyska ursprung något hon – i motsats till under sin uppväxt – tar upp som en central del.

## Utmärkelser
- 2000 – Svenska Carnegieinstitutets journalistpris för "orädda och sakkunniga krönikor mot narkotikaliberalismen samt ett begynnande skönlitterärt författarskap kring angelägna frågor".[25]
- 2002 – Mentors stora journaliststipendium på 40 000 kronor av drottning Silvia.[26]
- 2004 – Stipendium ur Fadime Sahindals minnesfond.[27]
- 2021 – Nominerad av tidningen Senioren till årets senior. [28]